# Бенвир
Бенвир (фр. Bennwihr) насеље је и општина у источној Француској у региону Алзас, у департману Горња Рајна која припада префектури Рибовиле.
По подацима из 2011. године у општини је живело 1260 становника, а густина насељености је износила 191,2 становника/km². Општина се простире на површини од 6,59 km². Налази се на средњој надморској висини од 200 метара (максималној 354 m, а минималној 183 m).

## Демографија
| 1962. | 1968. | 1975. | 1982. | 1990. | 1999. | 2011. |
| ----- | ----- | ----- | ----- | ----- | ----- | ----- |
| 925   | 1.039 | 1.197 | 1.139 | 1.003 | 1.124 | 1.260 |

График промене броја становника у току последњих година